# 丘多沃
59°08′N 31°40′E / 59.133°N 31.667°E
丘多沃，是俄羅斯諾夫哥羅德州的一個城市，位於該州的北部，連接莫斯科和聖彼得堡之間的鐵路線上。2002年人口17,434人。
1539年首見於文獻。1937年設市。